# Lakargiite
La lakargiite (simbolo IMA: Lak) è un minerale molto raro del supergruppo della perovskite, all'interno del quale viene collocato nel gruppo delle perovskiti stechiometriche e da lì al sottogruppo della perovskite; appartiene alla famiglia degli "ossidi e idrossidi" e possiede composizione chimica CaZrO3.

## Etimologia e storia
La lakargiite prende il nome dalla sua località tipo, il monte Lakargi nel Čegemskij rajon (nel Cabardino-Balcaria, Russia).

## Classificazione
La classica nona edizione della sistematica dei minerali di Strunz, aggiornata dall'Associazione Mineralogica Internazionale (IMA) fino al 2009, elenca la lakargiite nella classe "4. Ossidi (idrossidi, V[5,6] vanadati, arseniti, antimoniti, bismutiti, solfiti, seleniti, telluriti, iodati)" e da lì nella sottoclasse "4.C Metallo:Ossigeno = 2:3, 3:5 e simili"; questa viene più finemente suddivisa in base alla dimensione dei cationi coinvolti, in modo tale da trovare la barioperovskite nella sezione "4.CC Con cationi di media e grande dimensione" dove forma il sistema nº 4.CC.30 insieme a barioperovskite, latrappite, lueshite, natroniobite, perovskite e uhligite (quest'ultima non più riconosciuta dall'IMA come specie mineralogica indipendente).
Tale classificazione rimane invariata anche nell'edizione successiva, proseguita dal database "mindat.org" e chiamata Classificazione Strunz-mindat nella quale, oltre ai minerali già citati, fa la sua comparsa megawite, mentre l'uhligite viene spostata al sistema 4.CC.40.
Nella Sistematica dei lapis (Lapis-Systematik) di Stefan Weiß la lakargiite si trova nella classe degli "ossidi" e nella sottoclasse degli "ossidi con rapporto metallo:ossigeno = 2:3 (M2O3 e composti correlati)"; qui forma la "serie della perovskite" con il numero di sistema IV/C.10 insieme a perowskite, megawite, barioperovskite, latrappite, tausonite, loparite, isolueshite, pauloabibite, lueshite, macedonite e vapnikite.

## Abito cristallino
La lakargiite cristallizza nel sistema ortorombico nel gruppo spaziale Pnma (gruppo nº 62) con i parametri di cella a = 5,556(1) Å, b = 5,715(1) Å e c = 7,960(1) Å, oltre ad avere 4 unità di formula per cella unitaria.

## Origine e giacitura
La lakargiite è stata trovata in skarn ad alta temperatura formati in condizioni di contatto con facies sanidinitica, metamorfismo in rocce carbonatico-silicate che si presentano come xenoliti in ignimbriti.
La lakargiite è un minerale molto raro ed è stata trovata solo in pochi siti sparsi per il mondo: oltre alla sua località tipo, il monte Lakargi (43.2°N 43.1°E) nel Cabardino-Balcaria (Russia), si elencano il Donec'k (Ucraina); la regione di Hashem nel governatorato di Amman (Giordania); il meteorite "Acfer 094" trovato nel distretto di In Salah (Algeria); a Clocolan nella provincia dello Stato libero (Sudafrica); presso Daun, Ettringen e Mayen (in Renania-Palatinato, Germania).

## Forma in cui si presenta in natura
La lakargiite si presenta come cristalli pseudocubici di dimensioni fino a 35 μm delimitati da {100} e {111}, come cristalli scheletrici e forme sferulitiche di dimensioni inferiori a 200 μm.
Il minerale ha lucentezza da adamantina a vitrea, a semi metallica; il colore va dal rosso-marrone (quando il contenuto di titanio è elevato) al giallastro, a quasi incolore. Il colore del suo striscio va dal marrone chiaro al bianco crema.